# إدوين تيرني
إدوين تيرني (بالإنجليزية: Edwin Turney)‏ هو رائد أعمال أمريكي، ولد في 26 مارس 1929 في بروكلين في الولايات المتحدة، وتوفي في 15 أكتوبر 2008.